# Direction des applications militaires
La Direction des applications militaires (DAM) du Commissariat à l'énergie atomique et aux énergies alternatives est responsable, pour l'État français, des applications militaires de la physique nucléaire, notamment les armes nucléaires, les réacteurs nucléaires navals et la lutte contre la prolifération nucléaire.
Créée secrètement en 1955 sous le nom de Bureau d'études générales (BEG) puis de Département des techniques nouvelles, elle prend son nom actuel en 1958.

## Histoire

### Création
Lorsque le Commissariat à l'énergie atomique est créé en 1945, ses attributions incluent le domaine militaire, mais ses activités affichées sont exclusivement civiles.
La coordination des recherches débute sous le contrôle de l'armée française, en dehors du cadre du CEA dès 1950, en prévision du lancement d'un programme atomique militaire. Une section atomique est fondée au sein de la Direction des études et fabrications d'armement (DEFA) en 1951, ainsi que deux organismes d'études créés par le général Clément Blanc : le Groupement Y au sein de la STA en 1950, et le Commandement des Armes Spéciales en 1952 confié au colonel Charles Ailleret.
Au CEA, le domaine militaire est abordé en secret à partir de 1951, après la mise à l'écart de Frédéric Joliot-Curie. Le plan quinquennal de l'énergie atomique de 1952 ne mentionne ainsi que des projets civils. Pierre Mendès-France lance en 1954 le processus qui mène à ce que, en 1955, des crédits secrets sont votés pour les applications militaires, à la même hauteur que ceux prévus pour les applications civiles.
Le Bureau d'études générales (BEG) est ainsi secrètement créé le 28 décembre 1954, et regroupe à partir du 1er mars 1955 uniquement cinq personnes, dont Yves Rocard à temps partiel. Le colonel Albert Buchalet, qui avait côtoyé l'administrateur général du CEA Pierre  Guillaumat au BCRA pendant la guerre, en prend la direction. Devenu le Département des techniques nouvelles (DTN) en février 1957, il compte alors 600 employés. Il est établi en secret dans trois centres :
- Bruyères-le-Châtel, premier et principal centre de la DAM. Acheté via une société écran par le SDECE[3], on le désigne alors par le code « BIII », qui perdure depuis.
- Vaujours, officiellement géré par la Société nationale des poudres et des explosifs qui collabore à la conception des armes nucléaires.
- Limeil-Brévannes, officiellement géré par la DEFA.

Au cours de la deuxième moitié des années 1950, des installations sont construites au sein du site nucléaire de Marcoule : les réacteurs G1, G2 et G3 et l'usine UP1, suivies dans les années 1960 par les réacteurs Célestin I et II et l'atelier ATM.
La Direction des applications militaires prend son nom le 12 septembre 1958, après l'arrivée au pouvoir de Charles de Gaulle.
En 1961, une partie des activités de la Poudrerie nationale du Ripault sont reprises par le CEA et intégrées dans la DAM.

### Programme nucléaire militaire
Deux protocoles lient successivement le CEA/DAM aux armées françaises : 1955–1957, 1957–1961, ce qui aboutit au premier essai nucléaire français, Gerboise bleue, le 13 février 1960. La relation entre la DAM et les armées est ensuite dépendante des lois de programmation militaire. De 1964 à 1998, la Direction des centres d'expérimentations nucléaires (DIRCEN) réunit des personnels du ministère des Armées et de la DAM pour la mise en œuvre des essais nucléaires.
Le 24 août 1968, le premier essai nucléaire d'une bombe H, Canopus est effectué à Fangataufa. Par la suite, un premier essai d'une bombe à neutrons, Ilus, sur l’atoll de Moruroa est effectué le 21 juin 1980.
La DAM livre les têtes nucléaires suivantes aux armées françaises :
| Tête      | Type               | Service     | Vecteur                  |
| --------- | ------------------ | ----------- | ------------------------ |
| AN 11     | bombe A            | 1964 à 1966 | Bombe (AN-11)            |
| AN 21     | bombe A            | 1965 à 1967 | Bombe (AN-21)            |
| AN 22     | bombe A            | 1967 à 1987 | Bombe (AN-22)            |
| MR 31     | bombe A            | 1971 à 1980 | IRBM (S2)                |
| MR 41     | bombe A            | 1971 à 1979 | MSBS (M1, M2)            |
| MR 50 CTC | bombe A (tactique) | 1972 à 1991 | Bombe (AN-52)            |
| MR 50 CTC | bombe A (tactique) | 1974 à 1993 | SRBM Pluton (AN 51 (en)) |
| TN 60     | bombe H            | 1976 à 1980 | MSBS (M20)               |
| TN 61     | bombe H            | 1980 à 1996 | IRBM (S3) et MSBS (M20)  |
| TN 70     | bombe H            | 1985 à 1996 | MSBS (M4-A)              |
| TN 71     | bombe H            | 1987 à 2004 | MSBS (M4-B)              |
| TN 80     | bombe H            | 1980 à 1988 | MdC (ASMP)               |
| TN 81     | bombe H            | 1988 à 2009 | MdC (ASMP)               |
| TN 90     | bombe H (tactique) | 1990 à 2000 | SRBM (Hadès)             |
| TN 75     | bombe H            | depuis 1997 | MSBS (M45, M51)          |
| TNA       | bombe H            | depuis 2009 | MdC (ASMP-A, ASMPA-R)    |
| TNO       | bombe H            | depuis 2009 | MSBS (M51)               |

### Période suivant la fin des essais nucléaires
Le 27 janvier 1996 est lancé le dernier essai nucléaire français à Fangataufa. Le 24 septembre 1996, la France signe le Traité d’interdiction complète des essais nucléaires et commence immédiatement à démanteler le centre d'expérimentations du Pacifique, remplacés par le programme Simulation.
Dans le cadre de cette réorganisation les sites de Vaujours et Limeil sont fermés respectivement en 1997 et 1999. Remplaçant le laser Phébus de Limeil, la Ligne d'intégration laser, suivi par le Laser Mégajoule sont installés au Cesta.

## Sites
Les sites de la Direction des applications militaires sont les suivants :
- Centre d’études scientifiques et techniques d’Aquitaine (ou CESTA), au Barp
- DAM Île-de-France (ou DIF, ou BIII), à Bruyères-le-Châtel
- Gramat (anciennement sous tutelle de la DGA)
- Le Ripault, à Monts
- Valduc, à Salives

Des équipes sont également présentes sur les sites CEA suivants :
- Cadarache, à Saint-Paul-lès-Durance
- Marcoule, à Chusclan
- Île longue, au Crozon

Parmi ceux-ci, cinq sont classées en tant qu'Installations nucléaires de base secrètes (INBS), dont la sûreté nucléaire relève du DSND.
Les sites de Vaujours, Moronvilliers, Limeil ont été fermés, et le Bouchet transféré à la DGA. Jusqu'en 1967, une base dite Oasis 1, puis Oasis 2 était implantée près In Amguel, en Algérie.

## Missions
La DAM a pour rôle :
- La conception et le test des bombes nucléaires de la Force de dissuasion nucléaire française
- La conception des réacteurs nucléaires de propulsion des sous-marins (notamment SNLE) et des porte-avions (Charles de Gaulle et porte-avions de nouvelle génération) de la marine française
- L'expertise en appui de la lutte contre la prolifération nucléaire, dont la mise en œuvre du Traité sur la non-prolifération des armes nucléaires

## Direction
- Albert Buchalet (1955-1960)
- Jacques Robert (1960-1970)
- Jean Viard (1970-1972)
- Robert Camelin (1972)
- Jacques Chevallier (1972-1985)
- Alain Vidart (1985-1988)
- Roger Belaras (1988-1994)
- Jacques Bouchard (1994-2000)
- Alain Delpuech (2000-2007)
- Daniel Verwaerde (2007-2015)
- François Geleznikoff (2015-2020)
- Vincenzo Salvetti (2020-2024)
- Jérôme Demoment (2024)